# Herman van Cuijk
Herman II van Cuijk (ca. 1100 - ca. 1170) was een Nederlands edelman.
Herman was broer van Godfried I van Cuijk (1100-1167) en zoon van Hendrik I van Cuijk (ca. 1070 - 1108), burggraaf van Utrecht, en Alveradis van Hochstaden (ca. 1080 - 1131). Zijn grootouders waren Herman van Malsen en Ida van Boulogne, en van Gerard I van Hochstaden (ca. 1055 - 1137) en Aleydis van Wickrath (ca. 1065 - ca. 1120).
In de jaren 30 van de twaalfde eeuw vochten Herman, Godfried en hun oom Andries van Cuijk, een conflict uit met Floris de Zwarte en zijn broer Dirk VI van Holland. Dit is beschreven in het artikel over Godfried. Als gevolg daarvan werd Herman verdreven uit zijn kasteel bij Lexmond en bouwde hij een nieuw kasteel op veilige afstand van Holland, aan de Maas. Op die plaats is later het stadje Grave ontstaan. Naast heer van Cuijk werd Herman uiteindelijk stadsgraaf van Utrecht en voogd van het kapittel van Sint-Servatius te Maastricht.
Herman was getrouwd met een onbekende dochter van Otto II van Chiny en Adelheid van Namen. Zij kregen o.a. de volgende kinderen:
- Hendrik II (ca. 1140 - 1204), heer van Cuijk, door huwelijk heer van Herpen, vermeld 1157-1204, stadsgraaf van Utrecht, voogd van Sint-Jan te Utrecht, kruisvaarder. Gehuwd met Sophia van Rhenen (ca. 1140 - 1191), erfdochter van Herpen.
- Albert (ca. 1140 - 1200), bisschop van Luik